# Актобе (городище, Шардаринский район)
Актобе — средневековое городище, развалины которого обнаружены в 3 км к юго-западу от города Шардара Туркестанской области. Исследовано археологической экспедицией (руководитель М. С. Мерщиев). Актобе состоит из трех частей: цитадели, шахристана и рабада. Шахристан в плане в форме трапеции. Двухэтажную цитадель разделяет глубокий ров и оборонительные стены. Рабад расположен на северо-западе шахристана. Стены в верхнем этаже цитадели (площадь раскопок 340 м²) возведены из сырцового кирпича. Здесь же на глубине 2,4 м обнаружены остатки строений, стены сложены из кирпича. На нижнем этаже 4 помещения. Установлено, что высота стен 3 м, ширина нижней части 7 м. В Актобе найдены глиняные сосуды, изделия из стекла и металла, свидетельствующие о том, что город существовал в 4—13 веках.
В 1966 году при строительстве Шардаринского водохранилища городище осталось в зоне затопления.